# Tamires Cássia Dias Gomes
Tamires Cássia Dias Gomes (sinh ngày 10 tháng 10 năm 1987), thường được gọi là Tamires, là một cầu thủ bóng đá chuyên nghiệp người Brasil hiện đang thi đấu ở vị trí hậu vệ cho câu lạc bộ Corinthians và đội tuyển bóng đá nữ quốc gia Brasil. Cô từng tham dự các kỳ World Cup nữ năm 2015, 2019 và Thế vận hội Mùa hè 2016.

## Sự nghiệp quốc tế
Tamires chơi cho đội tuyển chọn São Paulo đại diện cho Brazil tại Cup Nữ hoàng Hòa bình 2006. Cô  ra mắt chính thức vào tháng 9 năm 2013, trong trận đấu với đối thủ là đội tuyển bóng đá New Zealand tại Cup Nữ Valais năm 2013. Trong trận đấu tiếp theo của Brazil, cô ghi bàn thắng đầu tiên cho đội tuyển quốc gia trong chiến thắng 4–0 trước Mexico.
Tại Copa América Femenina 2014, Tamires ghi bàn thắng thứ năm trong chiến thắng 6–0 của Brazil trước Argentina. Vào tháng 2 năm 2015, cô được đưa vào chương trình tập huấn 18 tháng nhằm chuẩn bị đội tuyển quốc gia cho hai giải đấu lớn là Giải vô địch bóng đá nữ thế giới 2015 tổ chức tại Canada và Thế vận hội Mùa hè 2016. Tại Giải vô địch bóng đá nữ thế giới 2015, Brazil thua 1–0 ở vòng hai trước đối thủ Úc. Tamires vẫn ở Canada với vai trò là một thành viên của đội tuyển bóng đá nữ Brazil tại Đại hội Thể thao Liên châu Mỹ 2015 tổ chức tại Toronto.
Vào tháng 7 năm 2015, Tamires là nạn nhân của một vụ cướp trong khi rời khỏi nhà mẹ của cô ở Santo André và huy chương vàng Đại hội Thể thao Liên châu Mỹ của cô bị đánh cắp. Liên đoàn bóng đá Brazil (CBF) đã trao tặng cô một bản sao huy chương này.